# مارک دی. سیلیاندر
مارک دلی سیلجاندر (زاده ۱۱ ژوئن ۱۹۵۱) نویسنده و سیاستمدار آمریکایی است که به عنوان نماینده جمهوریخواه ایالات متحده از ایالت میشیگان خدمت می‌کرد. او کتاب یک سوء تفاهم مرگبار: تلاش یک کنگره برای پل زدن شکاف بین مسلمانان و مسیحیان را تألیف کرد.
در سال ۲۰۰۸، سیلجاندر به اتهام پولشویی، توطئه و ممانعت از اجرای عدالت متهم شد. در سال ۲۰۱۰، او به ممانعت از اجرای عدالت و اقدام به عنوان یک عامل خارجی ثبت نشده اعتراف کرد. در سال ۲۰۲۰، رئیس‌جمهور دونالد ترامپ، سیلجاندر را عفو کرد.
سیلجاندر در شیکاگو، ایلینوی متولد شد و در سال ۱۹۶۹ از دبیرستان اوک پارک و ریور فارست فارغ‌التحصیل شد. او لیسانس علوم و کارشناسی ارشد هنر را از دانشگاه میشیگان غربی در کالامازو، میشیگان دریافت کرد.